# Joanna Moro

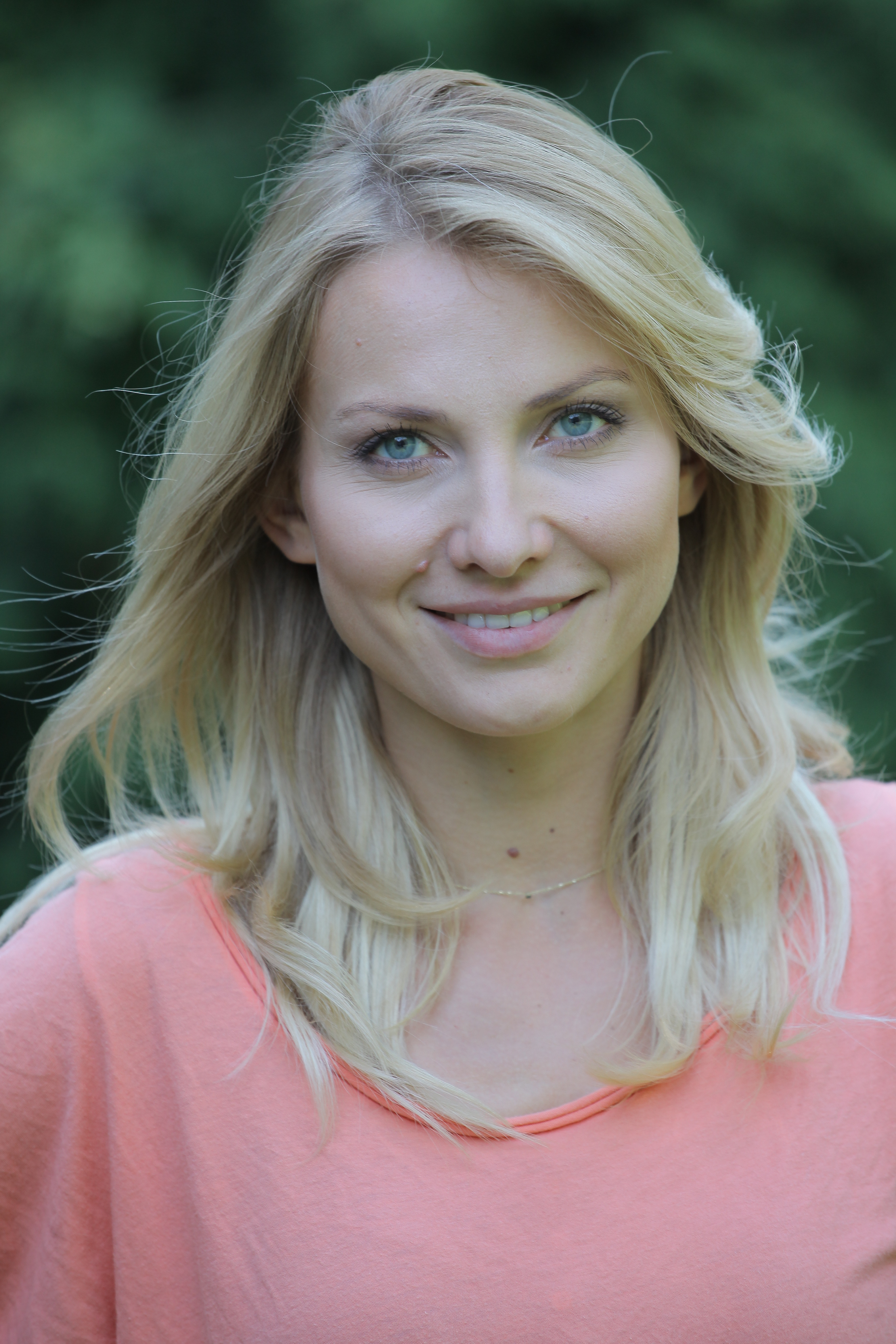
Joanna Moro im Jahr 2015

Joanna Moro (* 13. Dezember 1984 in Vilnius) ist eine litauisch-polnische Schauspielerin und Sängerin.

## Leben
Joanna Moro wurde 1984 in der Stadt Vilnius geboren, als Litauen noch Teil der Sowjetunion war. Sie wuchs mit ihrer Familie im polnischen Litauen auf und spricht sowohl Litauisch als auch Polnisch fließend. Später lernte sie noch Englisch, Italienisch und Russisch. Sie besuchte in Vilnius das Adam-Mickiewicz-Gymnasium, wo sie am Theaterkreis von Irena Litwinowicz teilnahm, und spielte auch am Polnischen Theater der Stadt, dessen Leitung Litwinowicz ebenfalls innehatte. 2003 zog sie für ihrer Schauspielausbildung nach Polen und studierte bis 2007 an der Theaterakademie Aleksander Zelwerowicz in Warschau. 2008 heiratete sie Miroslaw Szpilewski in Vilnius, mit dem sie drei Kinder hat.
Joanna Moro spielt vor allem in polnischen Fernsehserien und ist auch als Fernsehmoderatorin tätig. Eine wichtige Rolle war die Hauptrolle in der Serie Anna German, in der sie die gleichnamige berühmte Sängerin verkörperte. Für diese Rolle wurde sie auf dem WorldFest Houston als Beste Schauspielerin ausgezeichnet und bei den APKIT Awards als Beste Schauspielerin in einer Fernsehserie nominiert. Ihr Schaffen umfasst an die 25 Produktionen für Film und Fernsehen.

## Filmografie
- 2008–2019: Barwy szczęścia (Fernsehserie, 109 Folgen)
- 2009: Mniejsze zlo
- 2012: Anna German (Fernsehserie, 7 Folgen)
- 2014–2016: Blondynka (Fernsehserie, 26 Folgen)
- 2017: Pyos Ryzhiy
- 2021: Pierwsza milosc (Fernsehserie, 21 Folgen)
- 2024: Korona królów (Fernsehserie, 24 Folgen)

## Diskografie
- 2013: Piosenki Anny German (zusammen mit Olga Szomańska, Agnieszka Babicz) (Agencja Artystyczna MTJ)